# Zapoteca (género)
Zapoteca é um género botânico pertencente à família Fabaceae.